# Aéroport de Bordeaux-Mérignac
Pour les articles homonymes, voir BOD.
L’aéroport de Bordeaux-Mérignac (code IATA : BOD • code OACI : LFBD) est un aéroport international français situé sur la commune de Mérignac à 12 km à l’ouest de Bordeaux dans le département de la Gironde, en région Nouvelle-Aquitaine.
L'aéroport sert de base pour les compagnies aériennes EasyJet et Volotea. Il a accueilli 7,7 millions de passagers en 2019, ce qui en fait le 8e aéroport français et le 6e hors région parisienne.
Il partage ses pistes avec la base aérienne 106 Bordeaux-Mérignac de l'Armée de l'air.

## Histoire

### Naissance de l'aérodrome de Beau-Désert

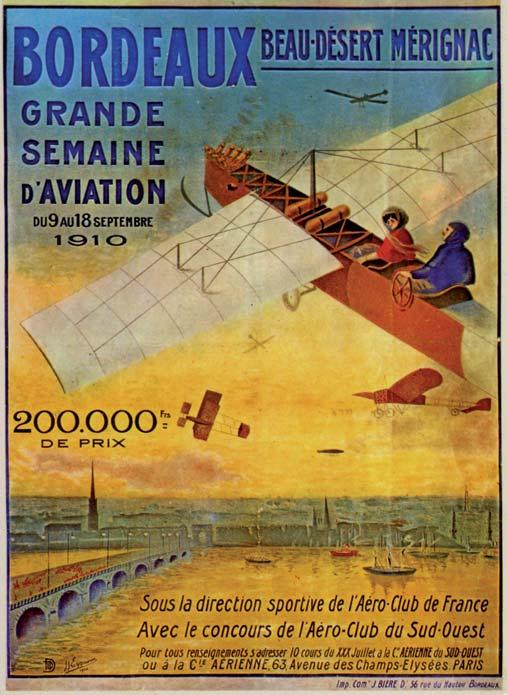
Affiche pour la grande semaine de l'aviation à Mérignac, 1910.

En 1910, une grande surface de landes est louée sur la commune de Mérignac, au lieu-dit Beau-Désert, afin d'y organiser une grande semaine d'aviation qui connut un grand succès. Pour y participer, le pilote péruvien Bielovucic réalise le premier vol Paris-Bordeaux : trois étapes en trois jours et sept heures.
Ce qui en fait, un des plus vieux aéroports français (avec celui de Aéroport de Pau-Pyrénées - Pau-Lons) mais aussi encore en activité.
En 1911, à 23 ans, Marcel Issartier achète un avion et s'installe d'abord à Villenave-d'Ornon puis à Mérignac. Après avoir animé de nombreux meetings dans la région, il est mobilisé. L'aviation, arme de guerre balbutiante, connaît de nombreux accidents, notamment à l'entraînement. C'est ainsi qu'Issartier trouve la mort au camp d'Avord en 1914.
La Première Guerre mondiale éclate. Certaines usines de Bordeaux se lancent dans la production de guerre. En 1918, l'industriel De Marçay fabrique à Bacalan des SPAD VII, qui rejoignent le front depuis le champ d'aviation de Beau-Désert. En avril 1917, les États-Unis déclarent la guerre à l'Allemagne. Ils s'installent en Gironde sur plusieurs sites, dont celui de Beau-Désert, où ils créent un immense hôpital desservi par voie ferrée pour leurs blessés avant rapatriement.

### La «station aérienne» de Bordeaux-Teynac
En 1917, l'aérodrome de Beau-Désert étant occupé par la base sanitaire de transit américaine, le ministère de la Guerre acquiert près de 60 ha à proximité, sur le domaine de Teynac. Ce lieu-dit n'existe plus aujourd'hui : il était à l'emplacement des aérogares actuelles A et B.
En 1920, le service de la Navigation aérienne acquiert 34 ha de plus, qui seront peu exploités dans la décennie. L'aérodrome offre initialement une distance atterrissable maximale de 400 m. Il est classé dans la catégorie des «stations» aériennes. Il est doté d'une manche à air, d'un T d'atterrissage et le centre de la zone d'atterrissage est marqué par un cercle blanc de 60 m de diamètre. Il est équipé de trois hangars, de distribution d'essence et d'huile, d'un atelier, de matériel de dépannage et d'une station météo régionale, reliée à Bayonne et Toulouse. En 1921, un quatrième hangar est ajouté, desservi par une voie ferrée de 50 cm. Un phare à occultation fonctionnant à l'acétylène peut être allumé à la demande. Une cantine est ouverte. En 1922, la partie atterrissable passe à 600 × 600 m. Un centre d'entraînement des pilotes civils de réserve voit le jour. Ce n'est qu'en 1927 que le phare de repérage passe en alimentation électrique.
Le 1er juin 1927, le médecin colonel Robert Picqué, précurseur en matière d'évacuation sanitaire par avion, meurt accidentellement à Marcheprime, au cours d'un vol Cazaux - Bordeaux.
Les compagnies aériennes vont lancer des lignes au départ de Bordeaux mais elles sont arrêtées pendant la mauvaise saison ou fermeront rapidement : la toute première liaison aérienne Bordeaux-Toulouse – Montpellier exploitée par la compagnie Aéro Transports du Midi et du Sud Ouest, créée par Anatole Ernoul[réf. nécessaire], fonctionne de 1920 à 1922 et Paris – Bordeaux – Biarritz de 1928 à 1931. La ligne postale vers l'Argentine part de Toulouse alors que Bordeaux a une très grosse activité industrielle et de négoce maritime avec l'Afrique noire et l'Amérique du Sud. Aussi la Chambre de commerce de Bordeaux négocie un vol vers Toulouse en correspondance avec la ligne postale desservant l'Afrique occidentale et l'Amérique du Sud. En 1929, avec une liaison hebdomadaire, le chargement de poste aérienne au départ de Bordeaux varie de 30 à 200 kg par mois.
Maryse Bombec, ouvrière dans une usine de chaussure, se remarie avec son filleul de guerre, Louis Bastié, qui va lui faire partager sa passion de l'aviation il à comme mécanicien Arthur Sanfourche, père du peintre Jean-Joseph Sanfourche. Maryse Bastié obtient son brevet de pilote à Bordeaux Teynac sur Caudron G3, avec lequel le 6 octobre 1925 elle passe sous les câbles du pont transbordeur de Bordeaux. Maryse Bastié établit de nombreux records, s'adjugeant celui du plus long vol féminin : près de 38 heures. Maryse Bastié avait réussit en 1936 à traverser en solitaire l'Atlantique sud, reliant Dakar à Natal (Brésil), alors que trois semaines auparavant, Jean Mermoz s'était perdu en mer en tentant le même exploit. 
La Chambre de commerce de Bordeaux demande en 1928 que l'exploitation de l'aérodrome lui soit concédée, comme ses consœurs de Lyon et de Marseille. Elle est encouragée par l'État à acheter des terrains pour agrandir l'aérodrome. Un décret du 10 juin 1931 lui assure pour cinquante ans la gestion commerciale de l'aérodrome. La Chambre confie à l'architecte Cyprien Alfred-Duprat la conception d'une aérogare et démarre rapidement, en 1932, la construction d'un grand hangar de 6 000 m2, qui est loué en 1934 à un constructeur d'avion, la SAB, Société Aéronautique bordelaise, puis à ses successeurs. La construction d'un deuxième hangar et de l'aérogare va débuter ensuite.
En 1932, décolle le premier vol remorqué d'un planeur en France, l'Aiglon (finesse de 20, remarquable à l'époque) tracté par un Hauriot 14. Et en 1934, c'est le premier vol du planeur de Pierre Bonnet, le Bordeaux.

### Naissance et déploiement de l'armée de l'air
Des achats de terrains vont avoir lieu entre 1928 et 1935 en vue d'installer des escadres militaires. Ils vont multiplier la surface de l'aérodrome par quatre ; ils ne seront utilisés pour les mouvements d'avions qu'à partir de 1937. À la suite de la loi du 2 juillet 1934, les forces aériennes militaires sont regroupées au sein d'une nouvelle entité, l'Armée de l'air. Des bases aériennes militaires vont être créées. Celle de Beutre est officiellement implantée en 1936 sur une partie contigüe à l'aérodrome. L'armée de l'Air devient alors affectataire principal du terrain de Teynac. La base aérienne accueille les 19e et 21e Escadres équipées de Léo 206, puis de Bloch MB.200 et Bloch MB.210. À cette époque, tous les avions sont systématiquement stationnés dans des hangars lorsqu'ils sont inutilisés. Un programme de construction de douze hangars à usage militaire, de 70 par 66 m, est lancé en 1935.

### Mérignac, «port aérien» de Bordeaux
En 1935, les travaux de construction de l'aérogare commencent. Le hangar no 1 est livré tandis que débute la construction du hangar no 2. En 1936, l'aérogare est terminée. L'aérodrome abandonne le statut de «station aérienne de Bordeaux-Teynac» et accède directement à la plus haute classification dans la hiérarchie aéronautique française et devient « port aérien de Bordeaux-Mérignac », au même titre que Le Bourget et Marseille, sautant l'échelon intermédiaire de « gare aérienne ».
En 1937, toute la presse bordelaise s'intéresse au projet d'hydrobase transocéanique qui serait située sur la rive gauche de la Garonne au nord des bassins à flot (quartier du Lac aujourd'hui). D'immenses canaux, reliés à la Garonne, seraient creusés pour permettre l'atterrissage des hydravions intercontinentaux, en provenance des États-Unis notamment. Ils déposeraient leurs passagers qui partiraient ensuite vers les aérodromes continentaux en avion.
En 1938, la ville de Bordeaux participe à la construction de la base aérienne militaire, à hauteur de 7,5 millions de francs ainsi que le conseil général, considérant que la base participera ensuite au commerce local. Le consortium Air France Atlantique, qui expérimente les traversées de l'Atlantique Nord par l'hydravion Laté 521, demande que Bordeaux-Teynac, terrain marécageux l'hiver, soit doté de pistes en dur pour permettre le décollage d'un futur avion à grand rayon d'action. À la fin de l'année, le ministre de l'Air est d'accord pour financer deux pistes d'envol à hauteur de 8 millions de francs, à condition que la Chambre de commerce s'engage pour 4 millions, la Ville et le conseil Général chacun pour 3 millions. Dans sa réponse, cet engagement est considéré par Adrien Marquet, maire de Bordeaux, comme participant à la création d'une base transocéanique à Bordeaux-Mérignac.
En 1939, la piste no 1 (11/29) est en construction et mesurera 1 300 × 60 m.
En 1940, la piste no 1 en béton est terminée. Les travaux de la piste no 2 (aujourd'hui piste principale) commencent. Les premières bombes allemandes tombent sur Bordeaux le 6 juin.

### L'aéroport de Mérignac pendant la Seconde Guerre mondiale
Les Allemands entrent dans Paris le 13 juin. Le gouvernement s'installe à Tours puis à Bordeaux. Dans la débâcle, de nombreux militaires affluent à l'aéroport de Mérignac et cherchent à rejoindre le sud pour continuer les combats. Beaucoup d'avions sont stationnés ou abandonnés à l'aéroport de Mérignac. Les trois journées bordelaises des 15, 16 et 17 juin seront décisives sur le plan politique : les partisans de la défaite et de l'armistice vont prendre le pas sur les partisans de la poursuite de la guerre depuis l'Empire (les colonies françaises). Charles de Gaulle, minoritaire, s'envole de Mérignac vers Londres le 17 juin. L'armistice est signé le 22 juin. Les premiers Allemands arrivent à l'aéroport le 27 juin. Le 30 juin, les premiers avions de bombardement Focke-Wulf Fw 200 Condor se posent.
À Mérignac, les troupes allemandes découvrent un aéroport tout neuf, avec une grande piste en dur permettant le décollage d'avions lourdement chargés. Ils s'empressent de finir les travaux concernant la deuxième piste, inachevée, et disposent alors d'un niveau d'équipement encore rare en Europe. Le quadrimoteur allemand de transport civil Condor a été transformé en avion de guerre à très grande autonomie : ceux qui sont stationnés à Mérignac peuvent patrouiller au-dessus de l'Atlantique et se poser en Norvège. Ils font la chasse aux convois alliés qu'ils attaquent dans l'Atlantique depuis Gibraltar jusqu'au nord de la Grande-Bretagne. Les escadrilles basées à Mérignac (KG 40) coulent des centaines de bateaux en coordination, à partir de 1942, avec les U-boot de la base sous-marine de Bordeaux. Les premiers Condor, équipés de gonio, repèrent les bateaux en émission radio. Puis l'adjonction d'un radar embarqué (FuG 10 et versions ultérieures) leur permet de détecter les bateaux dans le brouillard ou de nuit. Plusieurs d'entre eux seront déplacés pour participer à la bataille de Stalingrad. D'autres appareils militaires allemands sont aussi stationnés localement.
Dès 1940, l'aérodrome de Mérignac fait l'objet d'attaque aériennes alliées visant les Condor. Certains sont disséminés autour de l'aéroport
et stationnés sous le couvert des arbres ou de filets. Des voies de dispersion reliant ces caches à l'aéroport sont encore visibles au sud de l'aérodrome, à la limite de Pessac. Pour détecter les avions alliés qui viennent attaquer l'aéroport et la base sous-marine, les Allemands vont installer sur les hauteurs d'Yvrac, à l'est de Bordeaux, deux radars qui portent jusqu'à l'océan. Ce sont des Würzburg Riese, livrés par Telefunken à partir de 1941.
Pendant l'été 1944, les bombardements alliés détruisent une grande partie des installations aéroportuaires. Les soldats allemands font sauter les derniers bâtiments encore en état avant de quitter l'agglomération bordelaise le 28 août 1944. L'aéroport est un champ de ruines.
Une fois l'aéroport libéré, une douzaine de salariés de la SNCASO (ex Marcel Bloch) récupèrent quelques machines-outils dans les décombres et les réparent. Dans un coin de hangar, ils réalisent les premières réparations des avions militaires alliés stationnés sur l'aérodrome. Des équipages sont formés localement par les Anglais sur Spitfire. Arrivent ensuite des Thunderbolt. Tous doivent participer à la conquête des poches allemandes de Royan et de la Pointe du Verdon qui interdisent l'accès des navires au port de Bordeaux. Ces ilots de résistance sont fortement armés et 1 200 bombardiers américains vont intervenir jusqu'à leur destruction le 18 avril 1945. Vingt jours après la chute des poches, le 8 mai 1945, c'est la fin de la guerre.
Mérignac constitue pour les Anglais une escale bien placée sur leurs axes aériens. Ils s'installent à l'emplacement actuel des usines Dassault, près du siège de Bordeaux-Aéronautique, et édifient des constructions dont un bâtiment en dur, le HQ (head quarter) 137. Ils font travailler des prisonniers allemands, disposent de nombreux véhicules, disposent d'un mess officier et d'un mess sous-officier en ville et logent leurs équipages de passage en hôtel au centre de Bordeaux. Ils installent un balisage provisoire (feux au sodium) sur les deux pistes avec des câbles volants et un groupe électrogène mobile.

### La renaissance au milieu des ruines
Une fois les déblaiements réalisés, notamment par les prisonniers de guerre, sont bâtis une aérogare, un restaurant, des bureaux, une tour de contrôle. L'inauguration a lieu le 3 août 1947. Ces installations provisoires en bois ne seront remplacés que douze ans plus tard par des installations en dur.
Le 20 octobre 1945 la 21e Escadre de Bombardement s'installent à Mérignac. Reconstitués au Royaume-Uni en août et septembre 1943, ses deux groupes (GB I/25 Tunisie et GB II/21 Guyenne) sont équipés de quadrimoteurs Handley Page Halifax. La base aérienne est donc réactivée. Elle deviendra la base aérienne 106 Bordeaux-Mérignac.
En décembre 1945, la Postale reprend ses vols de nuit, sur le même réseau qu'avant-guerre avec des Junkers 52, Air France ouvre à nouveau une escale. Sévérement touché durant les bombardements alliés, des installations au départ provisoire, permettent le redémarrage de l'activité militaire comme civile. nouvelle carte du terrain[réf. nécessaire], publiée en octobre 1947, précise que la base aérienne militaire est totalement inutilisable. Les trois groupes de hangars et les hangars historiques du nord-est, sont détruits, l'aérogare de 1937 n'existe plus. Seuls les deux hangars civils ont été reconstruits, l'aérogare provisoire, le restaurant et la tour de contrôle. Une ligne d'approche équipée est indiquée. Des taxiways viennent d'être créés : ils sont réalisés en PSP (Pierced Steel Plank), des plaques métalliques perforées posées sur le sol, qui s'emboîtent les unes dans les autres et permettent de réaliser rapidement une aire de roulement assez résistante. Mais le tonnage important des Halifax (28 tonnes sur deux roues) et le drainage insuffisant du terrain vont entraîner une usure rapide.
En 1949, il est acté qu'à terme l'aéroport comportera trois pôles :
- au nord, une zone industrielle avec Dassault Aviation et la SFERMA (qui a repris une partie des activités de la SNCASO) ;
- au sud, une zone militaire (Beutre) ;
- à l'est, une zone sur laquelle une aérogare est à créer.

En 1951, l'aérodrome est affecté à titre principal au Secrétariat général à l'Aviation civile, et à titre secondaire à l'Armée de l'Air, ainsi qu'à une direction des constructions aéronautiques. Par la suite, seuls les deux premiers affectataires apparaîtront dans les textes de référence. Cette partition prévisionnelle va servir à plusieurs reprises pour arbitrer des dossiers d'affectations nouvelles comme la création de la base américaine, puis lors de l'installation des unités de l'Armée de l'Air au moment de leur retrait d'Afrique du Nord[réf. nécessaire].
La reprise du trafic de 1947 à 1952 est extrêmement rapide. Le trafic passager est quasiment multiplié par 4 (en 1952, 90 000 passagers environ passent par l'aéroport) alors que le fret parvient lui à quadrupler sur la période.

### Une base OTAN
Dans la continuité de la crise de Berlin, l'USAF en Europe souhaite disposer de bases situées à l'ouest du Rhin et donc moins vulnérables à d'éventuelles attaques de l'URSS. Le gouvernement français va proposer en 1950 onze sites, dont Bordeaux-Mérignac, devenu disponible après la dissolution de la 21e Escadre de Bombardement en juillet 1949. L'ancienne base aérienne est donc mise à la disposition de l'OTAN début 1951 et la construction d'une implantation moderne débute le 1er août. Le 469th Engineer Aviation Battalion est chargé de réaliser deux pistes utilisables par les avions à réaction, des taxiways (110 000 m2) et des aires de stationnement (170 000 m2) devant les hangars militaires. Le 7 décembre 1951 arrive à Bordeaux-Merignac Air Base le 126th Bombardment Wing de l'USAF. Équipé de Douglas B-26C, il est rattaché à la 12th Air Force.
Il est alors question d'un grand projet : installation du quartier général du Service des matériels de l'Armée de l'Air américaine pour l'Europe, du terminus du Military Air Transport Service pour l'Europe, d'une escadrille de sauvetage, du déploiement temporaire d'unités en rotation et d'un centre d'entrainement au tir et au bombardement. Mais ces projets ne cadrent pas avec les priorités françaises d'usage civil de l'aérodrome. Après négociations ne sont retenus que le stationnement de troupes en rotation et d'une escadrille de sauvetage. La tour de contrôle et les aides à la navigation restent en particulier sous la responsabilité du Ministère de l'Air français.
Le 126th Bombardment Wing quitte donc Bordeaux en 1952, remplacé par le 12th Air Rescue Group. Équipée d'hélicoptères Sikorsky H-19B et d'hydravions Grumman SA-16 Albatross, cette unité de sauvetage en mer quitte à son tour Mérignac en juillet 1953 pour laisser la place au 7413th Air Base Group, une unité de soutien aux formations de l'USAF en transit. Si le 7413th ABG dispose de quelques C-47 Skytrain, son rôle est surtout de faire de Bordeaux une base logistique capable de recevoir et équiper des troupes en cas de déploiement massif en Europe.
En 1955 Bordeaux-Merignac Air Base a atteint son développement maximum mais reste un sujet polémique entre les États-Unis et la France, qui n'a pas renoncé à réaliser l'aérogare civile. L'USAF ferme sa base le 1er octobre 1958, officiellement par mesure d'économie. L'US Army continuera à utiliser une partie des installations jusqu'en 1961.

### Développement d'activités connexes

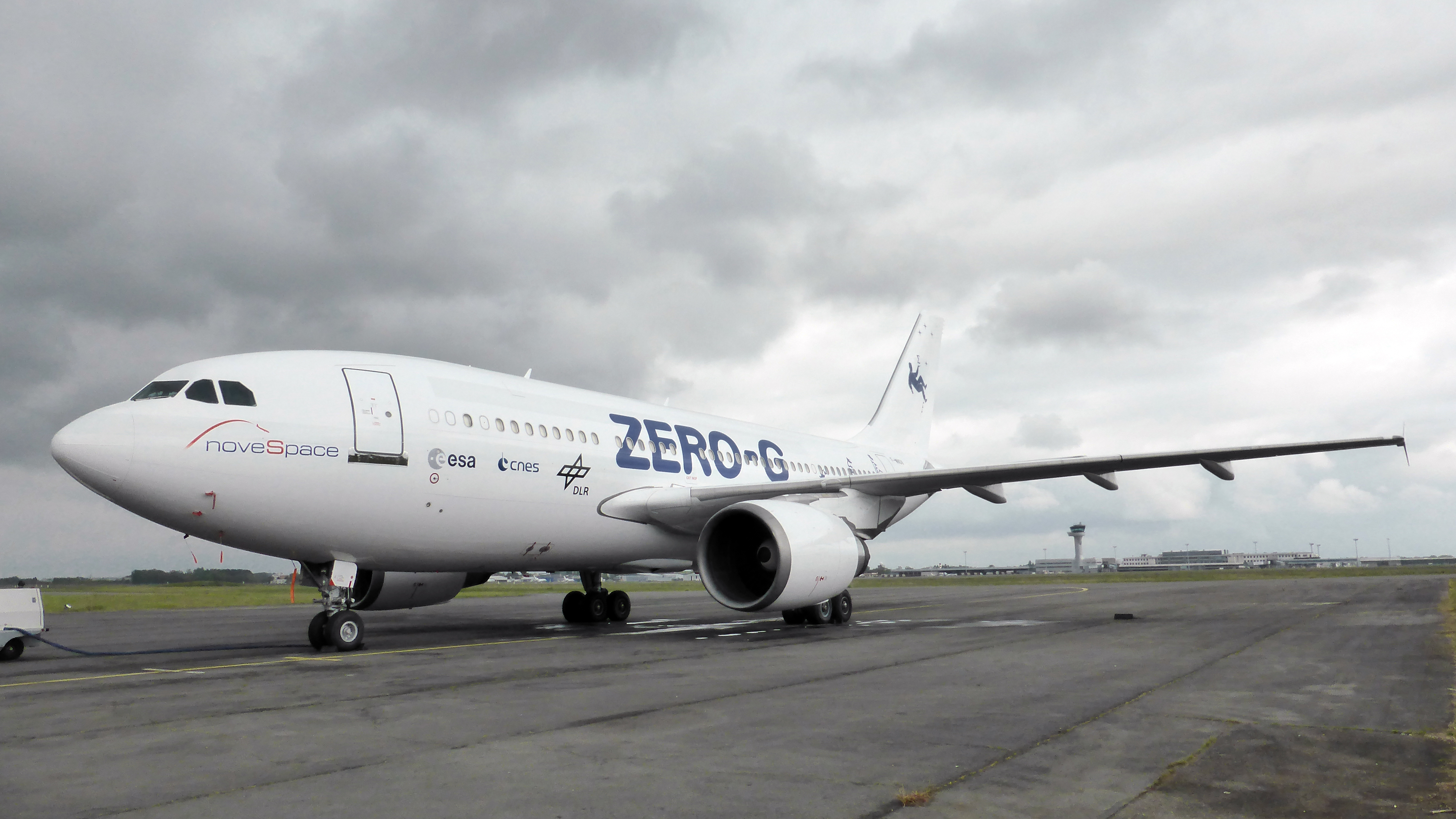
F-WNOV, A310-304 ZERO-G à Bordeaux, en avril 2015.

Les Américains partis, se pose la question de rapatrier du Maroc devenu indépendant les écoles de l'Armée de l'air. La Défense propose que la 92e escadre de bombardement, basée à Cognac, et le Centre d'instruction au bombardement soient déplacés à Mérignac. Ces unités sont composées de Vautour.
Les besoins exprimés par les militaires sont importants en termes d'activité, 150 mouvements par jour en pointe, en termes de procédures de circulation aérienne particulières, de priorité à l'atterrissage (autonomie limitée), d'équipements de bord différents des civils, tant pour la navigation que pour les radiocommunications, et de surfaces de parkings. Les aires bétonnées des Américains feraient l'affaire, mais elles sont en zone réservée à l'exploitation commerciale de l'aéroport. La 92e s'installera à la place des Américains, et ne devra pas réaliser d'installations nouvelles, cette affectation restant provisoire. Ce qui va durer une trentaine d'années. L'aéroport va recevoir des équipements spécifiques à l'armée de l'air, les procédures de circulation aérienne vont être modifiées et des contrôleurs militaires affectés à la tour de contrôle en plus des civils.
Albert Fossey-François, Compagnon de la Libération (Résistance intérieure française), lieutenant-colonel français, (1909-1958) est victime d'un traumatisme crânien lors d'un saut en parachute au cours d'un meeting aérien sur la base de Mérignac.
Le 8 novembre 1959 est inaugurée l'aérogare dessinée par Raymond Mothe qui a intégré également dans son projet architectural le bloc technique : outre la tour de contrôle, celui-ci héberge les services de la météo et le centre de contrôle régional. Cette aérogare est agrandie et développée jusque dans les années 1980 avec la création d'une première passerelle télescopique en 1987. La capacité totale des installations est alors de 2 millions de passagers.
Les installations Dassault Aviation sont inaugurées en 1968 et sont baptisées au nom du Premier ministre Pierre Messmer, éphémère nom de l'aéroport de Bordeaux-Merignac jusqu'en 1976.
L'aéroport de Bordeaux-Mérignac est aussi le centre opérationnel de Novespace. C'est à ce titre que l’Airbus A310 Zero G y stationne de manière permanente.

### L'aéroport auXXIesiècle

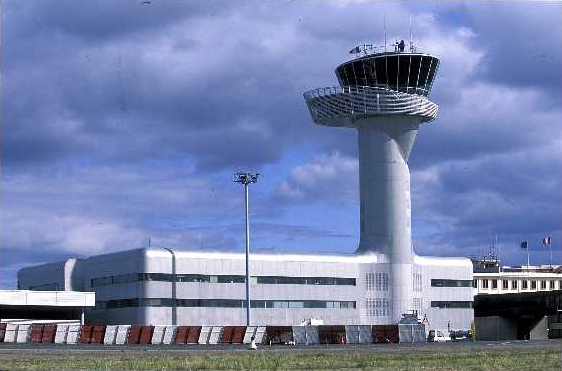
Tour de contrôle dessinée par Philippe Starck.

L'approche des années 2000 marque le renouveau de l'aéroport. En 1996 est inauguré le Hall B, spécialement conçu pour les vols vers Paris. En 2000, la nouvelle tour de contrôle dessinée par Philippe Starck est inaugurée et les travaux de restructuration du Hall A débutent.
Le nouveau Hall A ouvre en 2005 ainsi que la "jetée ibérique", une nouvelle salle d'embarquement au niveau du tarmac facilitant l'embarquement des vols régionaux et favorisant les correspondances.
Confronté aux turbulences d'un marché aérien incertain, l'aéroport de Bordeaux-Mérignac accuse une baisse de son trafic de 8 % sur les cinq premiers mois de l'année 2009 par rapport à 2008. Et aucun signe ne vient annoncer un inversement de tendance pour le second semestre. L'arrivée de la LGV Sud Europe Atlantique, qui reliera Paris à Bordeaux en deux heures dix à l'horizon 2017 n'est pas faite pour redorer les intérêts du transport aérien.
Pour compenser l'effet TGV, les 17 membres (État, CCI de Bordeaux et grandes collectivités locales : région, CUB, ville de Bordeaux, département, ville de Mérignac) du conseil de surveillance de la Société Aéroportuaire de Bordeaux-Mérignac décident de la construction d'un troisième terminal entièrement dévolu aux compagnies à bas prix sur le modèle de l'aéroport de Marseille. La construction de ce terminal débute fin juin 2009, pour une mise en service en mai 2010. La capacité de ce terminal est de 2 millions de passagers par an.
Géographiquement, l'aérogare à services simplifiés s'inscrit dans le prolongement du hall B, au sud de la rampe de descente, sur une aire bétonnée existante. Conçue par les architectes Marjan Hessamfar et Joe Vérons, la construction est volontairement sobre dans sa facture. La façade principale, au nord, est longée par une voie d'accès permettant la dépose des passagers, l'accès des bus de tourisme et des moyens de secours.
Le terminal est constitué de deux volumes principaux. Le premier abrite les espaces nécessaires au départ et à l'arrivée des passagers : hall de départ et d'arrivée, zone de commerces, salles d'embarquement (au nombre de quatre), douanes, réception des bagages. Les zones d'arrivée Schengen et hors Schengen sont physiquement séparées. Le second volume est un auvent réservé au tri des bagages. Il est directement accessible par le tarmac.
Affichant une hauteur moyenne de 5,45 m et une longueur de 158 m, le nouveau terminal, nommé billi (Bordeaux Illico), présente une surface de 4 384 mètres carrés
Le montant de l'investissement s'élève à 5,5 M€.

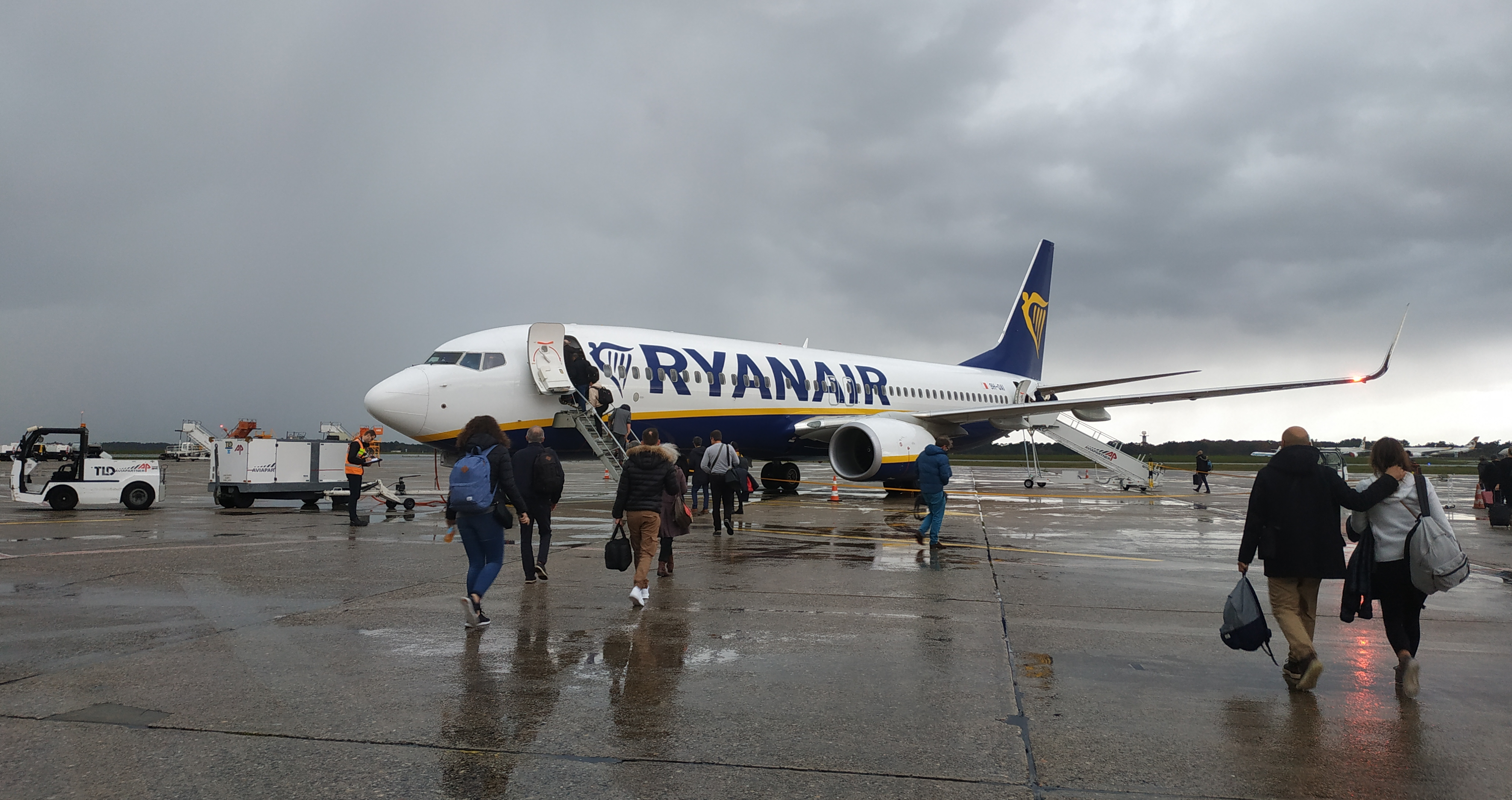
Boeing de Ryanair sur le tarmac de l'aéroport en 2019.

Durant les mois d'été 2011, la piste principale (23/05) a été entièrement refaite.

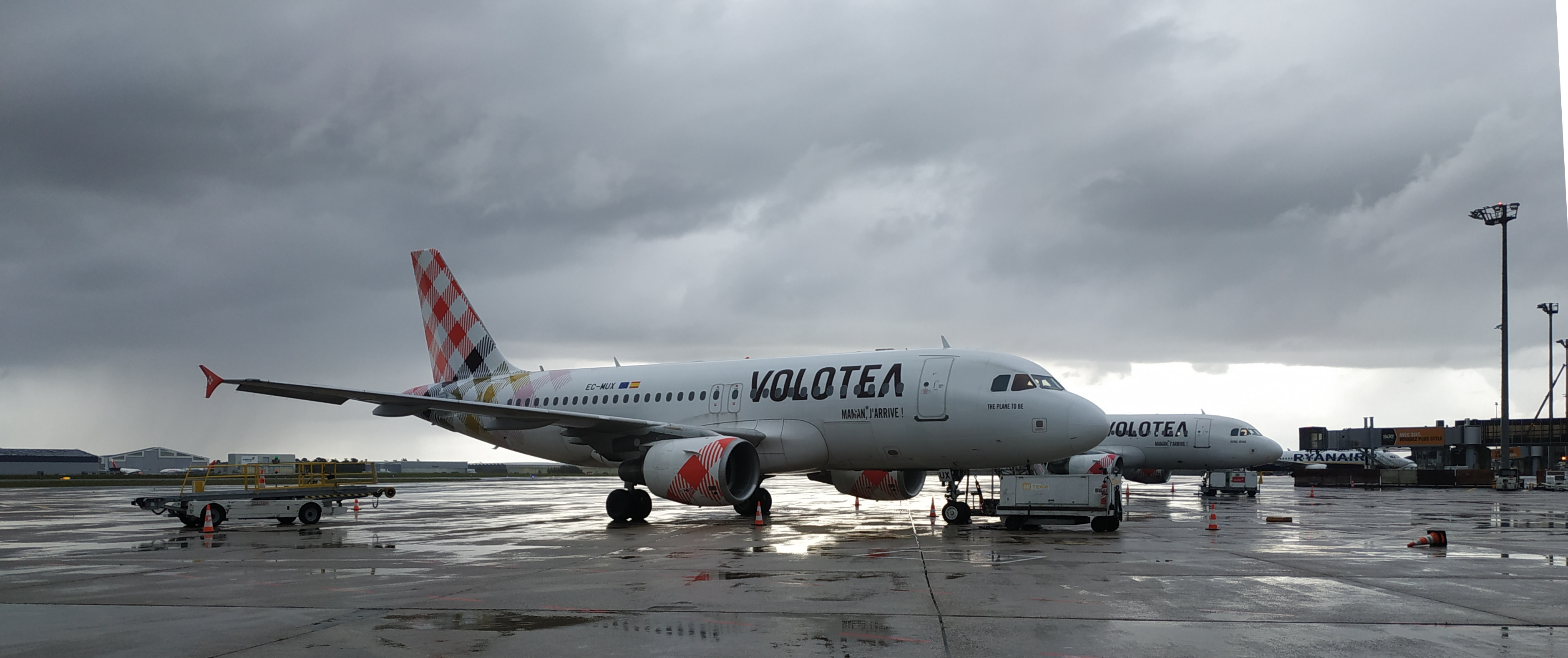
Volotea dispose d'une base à Bordeaux.

Face au succès des vols low-cost à l'aéroport de Bordeaux, le terminal Billi est agrandi et ouvre fin 2015 avec un plus grand hall d'arrivée et de nouveaux points d'embarquement pour les avions. Cette même année, le trafic dépasse les 5 millions de passagers.
L'aéroport dépasse les 6 millions de passagers en 2017 et lance de nouveaux projets d'agrandissement et de rénovation. Un terminal de jonction entre les halls A et B doit être construit pour accueillir et centraliser les postes d'inspection-filtrage ainsi que de nouvelles boutiques. Le hall A doit être prolongé à l'est avec une nouvelle jetée internationale, et le terminal Billi devrait être agrandi une troisième fois. Tout ceci est envisagé à l'horizon 2023.
Après un chantier de quatre ans et de 95 millions d'euros, une extension de 5 kilomètres de la ligne A du tramway est inaugurée le 29 mars 2023 et permet aujourd'hui de relier le centre-ville et l'aéroport en 35 minutes.
En octobre 2023, un rapport de la Cour des Comptes dénonce les montants, l'opacité, et le manque de rentabilité des aides accordées aux compagnies low-cost par l'aéroport. En effet, celles-ci s'élèvent à plusieurs millions d'euros par an et comprennent des aides financières par passager, des remises sur les redevances dues par les entreprises ou encore du soutien marketing. L'aéroport de Bordeaux-Mérignac est alors jugé trop dépendant de ces entreprises, et en particulier Ryanair qui représente 20% des passagers,,.
Début 2024, Ryanair annonce quitter l'aéroport de Bordeaux-Mérignac à la suite d'un refus de ce dernier concernant l'extension de sa base low-cost. Alors que l'entreprise accuse une "augmentation des coûts", la direction de l'aéroport l'accuse d'avoir demandé des conditions supplémentaires inacceptables et déclare suivre les recommandations du rapport de la Cour des Comptes concernant la réduction de sa dépendance aux entreprises à bas prix,.

## Statistiques

### Destinations principales
Les principales liaisons intérieures sont à destination de Paris (Orly et Charles-de-Gaulle), Lyon et Marseille. Quant à l'international, elles desservent principalement Londres (Gatwick), Amsterdam, Lisbonne, Barcelone et Genève.
| \| Rang \| Passagers \| Destination \| Pays \| IATA \| \| ---- \| --------- \| --------------------------------- \| ----------- \| ------- \| \| 1 \| 1 217 787 \| Paris (Orly et Charles-de-Gaulle) \| France \| ORY/CDG \| \| 2 \| 581 780 \| Lyon-Saint-Exupéry \| France \| LYS \| \| 3 \| 426 199 \| Marseille-Provence \| France \| MRS \| \| 4 \| 321 848 \| Londres-Gatwick \| Royaume-Uni \| LGW \| \| 5 \| 298 245 \| Amsterdam \| Pays-Bas \| AMS \| \| 6 \| 270 012 \| Nice-Côte d'Azur \| France \| NCE \| \| 7 \| 244 610 \| Lisbonne-H. Delgado \| Portugal \| LIS \| \| 8 \| 227 641 \| Lille Lesquin \| France \| LIL \| \| 9 \| 217 739 \| Barcelone-El Prat \| Espagne \| BCN \| \| 10 \| 214 067 \| Genève-Cointrin \| Suisse \| GVA \| | Le graphique qui aurait dû être présenté ici ne peut pas être affiché car il utilise l'ancienne extension Graph, désactivée pour des questions de sécurité. Des indications pour créer un nouveau graphique avec la nouvelle extension Chart sont disponibles ici . |                                   |             |         |
| Rang | Passagers | Destination                       | Pays        | IATA    |
| 1 | 1 217 787 | Paris (Orly et Charles-de-Gaulle) | France      | ORY/CDG |
| 2 | 581 780 | Lyon-Saint-Exupéry                | France      | LYS     |
| 3 | 426 199 | Marseille-Provence                | France      | MRS     |
| 4 | 321 848 | Londres-Gatwick                   | Royaume-Uni | LGW     |
| 5 | 298 245 | Amsterdam                         | Pays-Bas    | AMS     |
| 6 | 270 012 | Nice-Côte d'Azur                  | France      | NCE     |
| 7 | 244 610 | Lisbonne-H. Delgado               | Portugal    | LIS     |
| 8 | 227 641 | Lille Lesquin                     | France      | LIL     |
| 9 | 217 739 | Barcelone-El Prat                 | Espagne     | BCN     |
| 10 | 214 067 | Genève-Cointrin                   | Suisse      | GVA     |

### Trafic
À l'automne 2008, la restructuration des lignes d'Air France entraîne la fermeture des liaisons vers Mulhouse, Montpellier, Clermont-Ferrand et Genève (ville toujours desservie par la compagnie EasyJet) ainsi qu'une réduction des vols vers Strasbourg, Lille, Lisbonne et Porto. Par ailleurs, la compagnie suisse Baboo fait son entrée et assure une ligne Bordeaux - Genève - Rome reprenant un des créneaux horaires abandonnés par Air France.
Pour l'été 2009, la compagnie EasyJet annonce la création de deux lignes : une vers l'aéroport de Bâle-Mulhouse-Fribourg-en-Brisgau, reprenant le créneau abandonné par Air France quelques mois plus tôt et la seconde vers Liverpool.
Quasi inexistant en 2004, la part du trafic low cost atteint en 2009 environ 15 % du trafic de l'aéroport de Bordeaux-Mérignac.
En vue de l'été 2013, Monarch Airlines prévoit l'ouverture d'une ligne saisonnière afin de relier Bordeaux à Birmingham à compter du 22 mai. Cette liaison est assurée par un Airbus 320-200 de 180 places. Monarch Airlines devient donc la neuvième compagnie à bas prix à desservir Bordeaux et sa troisième destination française après Grenoble et Nice. Cependant Monarch Airlines fait faillite le 2 octobre 2017 et cesse ses opérations avec effet immédiat.
L'aéroport a accueilli un record de 6,2 millions de passagers en 2017 soit une progression de 7,7 %. En 2018, ce sont près de 7 millions de passagers qui ont foulé le tarmac girondin, soit une évolution de + 9,3 %. La barre des 7 millions de passagers est réellement franchie l'année suivante : l'aéroport en accueille 7,7 millions en 2019, un chiffre en progression 13,3 %.

#### Évolution depuis 2000
| Le graphique qui aurait dû être présenté ici ne peut pas être affiché car il utilise l'ancienne extension Graph, désactivée pour des questions de sécurité. Des indications pour créer un nouveau graphique avec la nouvelle extension Chart sont disponibles ici . |

| Année | Passagers | Evolution  | Passagers nationaux | Evolution  | Passagers low-cost | Evolution   | Mouvements d'avions | Evolution  | Fret (t) | Evolution  | Poste (t) | Evolution  |
| ----- | --------- | ---------- | ------------------- | ---------- | ------------------ | ----------- | ------------------- | ---------- | -------- | ---------- | --------- | ---------- |
| 2000  | 3 066 751 | -          | 2 322 401           | -          | -                  | -           | 71 647              | -          | 24 418   | -          | 10 956    | -          |
| 2001  | 3 077 658 | ▲ +0,36 %  | 2 292 108           | ▼ −1,3 %   | -                  | -           | 73 380              | ▲ +2,42 %  | 29 818   | ▲ +22,11 % | 9 767     | ▼ −10,85 % |
| 2002  | 2 932 779 | ▼ −4,71 %  | 2 207 994           | ▼ −3,67 %  | -                  | -           | 69 791              | ▼ −4,89 %  | 21 547   | ▼ −27,74 % | 10 699    | ▲ +9,54 %  |
| 2003  | 2 823 846 | ▼ −3,71 %  | 2 103 643           | ▼ −4,73 %  | -                  | -           | 65 706              | ▼ −5,85 %  | 19 136   | ▼ −11,19 % | 8 403     | ▼ −21,46 % |
| 2004  | 2 924 186 | ▲ +3,55 %  | 2 082 267           | ▼ −1,02 %  | 151 959            | -           | 65 629              | ▼ −0,12 %  | 22 246   | ▲ +16,25 % | 6 528     | ▼ −22,31 % |
| 2005  | 3 096 827 | ▲ +5,9 %   | 2 145 838           | ▲ +3,05 %  | 229 370            | ▲ +50,94 %  | 70 611              | ▲ +7,59 %  | 25 402   | ▲ +14,19 % | 6 133     | ▼ −6,05 %  |
| 2006  | 3 255 960 | ▲ +5,14 %  | 2 196 209           | ▲ +2,35 %  | 295 091            | ▲ +28,65 %  | 67 692              | ▼ −4,13 %  | 28 105   | ▲ +10,64 % | 6 811     | ▲ +11,05 % |
| 2007  | 3 463 205 | ▲ +6,37 %  | 2 253 476           | ▲ +2,61 %  | 386 624            | ▲ +31,02 %  | 68 687              | ▲ +1,47 %  | 29 827   | ▲ +6,13 %  | 5 366     | ▼ −21,22 % |
| 2008  | 3 556 916 | ▲ +2,71 %  | 2 335 397           | ▲ +3,64 %  | 499 915            | ▲ +29,3 %   | 68 686              | ▼ −0 %     | 27 565   | ▼ −7,58 %  | 4 515     | ▼ −15,86 % |
| 2009  | 3 318 059 | ▼ −6,72 %  | 2 274 971           | ▼ −2,59 %  | 483 870            | ▼ −3,21 %   | 62 466              | ▼ −9,06 %  | 20 935   | ▼ −24,05 % | 4 440     | ▼ −1,66 %  |
| 2010  | 3 663 702 | ▲ +10,42 % | 2 263 983           | ▼ −0,48 %  | 759 110            | ▲ +56,88 %  | 64 171              | ▲ +2,73 %  | 28 428   | ▲ +35,79 % | 4 731     | ▲ +6,55 %  |
| 2011  | 4 117 200 | ▲ +12,38 % | 2 470 200           | ▲ +9,11 %  | 978 200            | ▲ +28,85 %  | 68 971              | ▲ +7,48 %  | 27 641   | ▼ −2,77 %  | 4 164     | ▼ −11,98 % |
| 2012  | 4 380 185 | ▲ +6,39 %  | 2 640 839           | ▲ +6,91 %  | 1 349 900          | ▲ +38 %     | 66 819              | ▼ −3,12 %  | 24 185   | ▼ −12,5 %  | 3 080     | ▼ −26,03 % |
| 2013  | 4 574 357 | ▲ +4,43 %  | 2 783 000           | ▲ +5,38 %  | 1 582 982          | ▲ +17,27 %  | 66 513              | ▼ −0,46 %  | 23 053   | ▼ −4,68 %  | 3 662     | ▲ +18,9 %  |
| 2014  | 4 952 111 | ▲ +8,26 %  | 2 764 242           | ▼ −0,67 %  | 1 972 731          | ▲ +24,62 %  | 67 779              | ▲ +1,9 %   | 20 948   | ▼ −9,13 %  | 3 609     | ▼ −1,45 %  |
| 2015  | 5 323 294 | ▲ +7,5 %   | 2 824 777           | ▲ +2,19 %  | 2 211 521          | ▲ +12,1 %   | 70 986              | ▲ +4,73 %  | 21 943   | ▲ +4,75 %  | 2 094     | ▼ −41,98 % |
| 2016  | 5 779 569 | ▲ +8,57 %  | 3 014 996           | ▲ +6,73 %  | 2 562 204          | ▲ +15,86 %  | 74 830              | ▲ +5,42 %  | 23 247   | ▲ +5,94 %  | 2 422     | ▲ +15,66 % |
| 2017  | 6 223 414 | ▲ +7,68 %  | 3 023 476           | ▲ +0,28 %  | 3 058 389          | ▲ +19,37 %  | 76 426              | ▲ +2,13 %  | 24 194   | ▲ +4,07 %  | 2 654     | ▲ +9,58 %  |
| 2018  | 6 799 572 | ▲ +9,26 %  | 2 955 556           | ▼ −2,25 %  | 3 751 042          | ▲ +22,84 %  | 79 452              | ▲ +3,96 %  | 24 037   | ▼ −0,65 %  | 2 274     | ▼ −14,32 % |
| 2019  | 7 703 135 | ▲ +13,29 % | 3 073 417           | ▲ +3,99 %  | 4 665 146          | ▲ +24,37 %  | 84 329              | ▲ +6,14 %  | 23 605   | ▼ −1,8 %   | 1 540     | ▼ −32,28 % |
| 2020  | 2 253 406 | ▼ −70,75 % | 1 171 044           | ▼ −61,9 %  | 1 398 601          | ▼ −70,02 %  | 38 840              | ▼ −53,94 % | 20 142   | ▼ −14,67 % | 0         | ▼ −100 %   |
| 2021  | 3 041 641 | ▲ +34,98 % | 1 560 992           | ▲ +33,3 %  | 2 045 102          | ▲ +46,22 %  | 48 421              | ▲ +24,67 % | 22 035   | ▲ +9,4 %   | 0         | ► 0 %      |
| 2022  | 5 684 574 | ▲ +86,89 % | 2 057 210           | ▲ +31,79 % | 4 095 732          | ▲ +100,27 % | 64 642              | ▲ +33,5 %  | 20 805   | ▼ −5,58 %  | 0         | ► 0 %      |
| 2023  | 6 584 194 | ▲ +15,83 % | 2 160 120           | ▲ +5 %     | 4 404 263          | ▲ +7,53 %   |                     |            |          |            | 0         | ► 0 %      |
| 2024  | 6 593 994 | ▲ +0,15 %  | 2 042 346           | ▼ −5,45 %  | 4 744 311          | ▲ +7,72 %   | 65 435              | ▼ −4,09 %  | 19 737   | ▲ +1,36 %  | 0         | ► 0 %      |

## Compagnies et destinations
L'aéroport de Bordeaux est desservi par 24 compagnies aériennes pour un total de 86 destinations.
Ryanair a annoncé la fermeture de sa base opérationnelle bordelaise en novembre 2024.
| Compagnies                    | Destinations |
| ----------------------------- | --- |
| Aegean Airlines               | En saison : Athènes E.-Venizélos, Héraklion-N. Kazantzákis |
| Aer Lingus                    | Dublin |
| Air Algérie                   | Alger-Houari-Boumédiène, Oran-Ahmed-Ben-Bella |
| Air Arabia Maroc              | Fès-Saïss, Tanger |
| Air France                    | Lyon-Saint-Exupéry, Paris-Charles de Gaulle En saison : Ajaccio-Napoléon-Bonaparte, Calvi Sainte-Catherine, Figari Sud Corse |
| Air Transat                   | En saison : Montréal (P.-E.-Trudeau) |
| British Airways               | Londres-Gatwick |
| Brussels Airlines             | En saison : Bruxelles-National |
| Chalair Aviation              | Brest-Bretagne |
| Corsair International         | En saison : Guadeloupe - Maryse Condé |
| easyJet                       | - Athènes E.-Venizélos, - Bâle-Mulhouse, - Essaouira Mogador, - Faro, - Genève-Cointrin, - Lanzarote-Arrecife, - Lille Lesquin, - Lisbonne-H. Delgado, - Londres-Gatwick, - Lyon-Saint-Exupéry, - Marrakech-Ménara, - Marseille-Provence, - Milan-Malpensa, - Nice-Côte d'Azur, - Porto-F. Sá-Carneiro, - Rabat-Salé, - Rome Léonard-de-Vinci/Fiumicino, - Ténériffe-Sud Reine Sofia, - Zurich, En saison : - Bastia-Poretta, - Belfast, - Berlin-Brandebourg, - Bristol, - Catane-Fontanarossa, - Glasgow, - Héraklion-N. Kazantzákis, - Ibiza, - Londres-Luton, - Madère-C. Ronaldo, - Manchester, - Minorque-Mahón, - Olbia-Costa Smeralda, - Palma de Majorque, - Rovaniemi, |
| Finist'air                    | Brest-Bretagne |
| HiSky                         | Bucarest-H. Coandă |
| Iberia                        | Madrid-Barajas |
| KLM                           | Amsterdam |
| Lufthansa                     | Francfort En saison: Munich-F. J. Strauß |
| Norwegian                     | En saison : Copenhague-Kastrup, Oslo-Gardermoen |
| Nouvelair                     | En saison : Djerba-Zarzis, Tunis-Carthage |
| Royal Air Maroc               | Casablanca-Mohammed-V |
| Swiss International Air Lines | Zurich |
| Transavia                     | En saison : Eindhoven |
| Transavia France              | - Agadir-Al Massira, - Dakar-B. Diagne, - Istanbul, - Marrakech-Ménara, - Marseille-Provence, - Porto-F. Sá-Carneiro, - Séville-San Pablo |
| TUI fly Belgium               | En saison : Oujda-Les Angades |
| Tunisair                      | Tunis-Carthage |
| Turkish Airlines              | Istanbul |
| Volotea                       | - Alger-Houari-Boumédiène - Athènes E.-Venizélos - Barcelone-El Prat - Düsseldorf - Florence-Peretola - Lille Lesquin - Malaga-Costa del Sol - Nice-Côte d'Azur - Oran-Ahmed-Ben-Bella - Rome Léonard-de-Vinci/Fiumicino - Strasbourg - Stuttgart - Ténériffe-Sud Reine Sofia - Venise - Marco Polo - Vérone - Villafranca En saison : - Ajaccio-Napoléon-Bonaparte - Bastia-Poretta - Cagliari - Calvi Sainte-Catherine - Charleroi Bruxelles-Sud - Corfou-I. Kapodístrias - Dubrovnik - Figari Sud Corse - Héraklion-N. Kazantzákis - Lanzarote-Arrecife - Madrid-Barajas - Malte - Marrakech-Ménara - Olbia-Costa Smeralda - Palma de Majorque - Santorin - Split             |
| Vueling                       | Barcelone-El Prat |

## Équipements

### Pistes
L'aéroport compte deux pistes dont les caractéristiques sont les suivantes :
| Numéro | QFU     | Dimensions     | Nature  | TODA            | ASDA            | LDA             |
| ------ | ------- | -------------- | ------- | --------------- | --------------- | --------------- |
| 05 23  | 046 226 | 3 100 m × 45 m | Revêtue | 3 500 m 3 500 m | 3 100 m 3 100 m | 3 100 m 3 100 m |
| 11 29  | 107 287 | 2 415 m × 45 m | Revêtue | 2 765 m 2 575 m | 2 375 m 2 415 m | 2 415 m 2 415 m |

Ces deux pistes proposent des approches RNAV dans les deux sens, et les pistes 23 et 29 sont équipées d'un ILS.
La piste 23 est préférentielle : lorsque la vitesse du vent est inférieure à 5 nœuds (environ 9 km/h), c'est celle-ci qui est utilisée.

### Terminaux
L'aéroport comporte deux terminaux commerciaux : le terminal principal et Billi. Le terminal principal est divisé en deux halls (A et B) et compte huit passerelles.
La surface totale des aérogares se divise comme suit :
- Passagers : 37 600 m2
- Fret : 55 000 m2
- Aviation d'affaires : 60 m2

## Accès

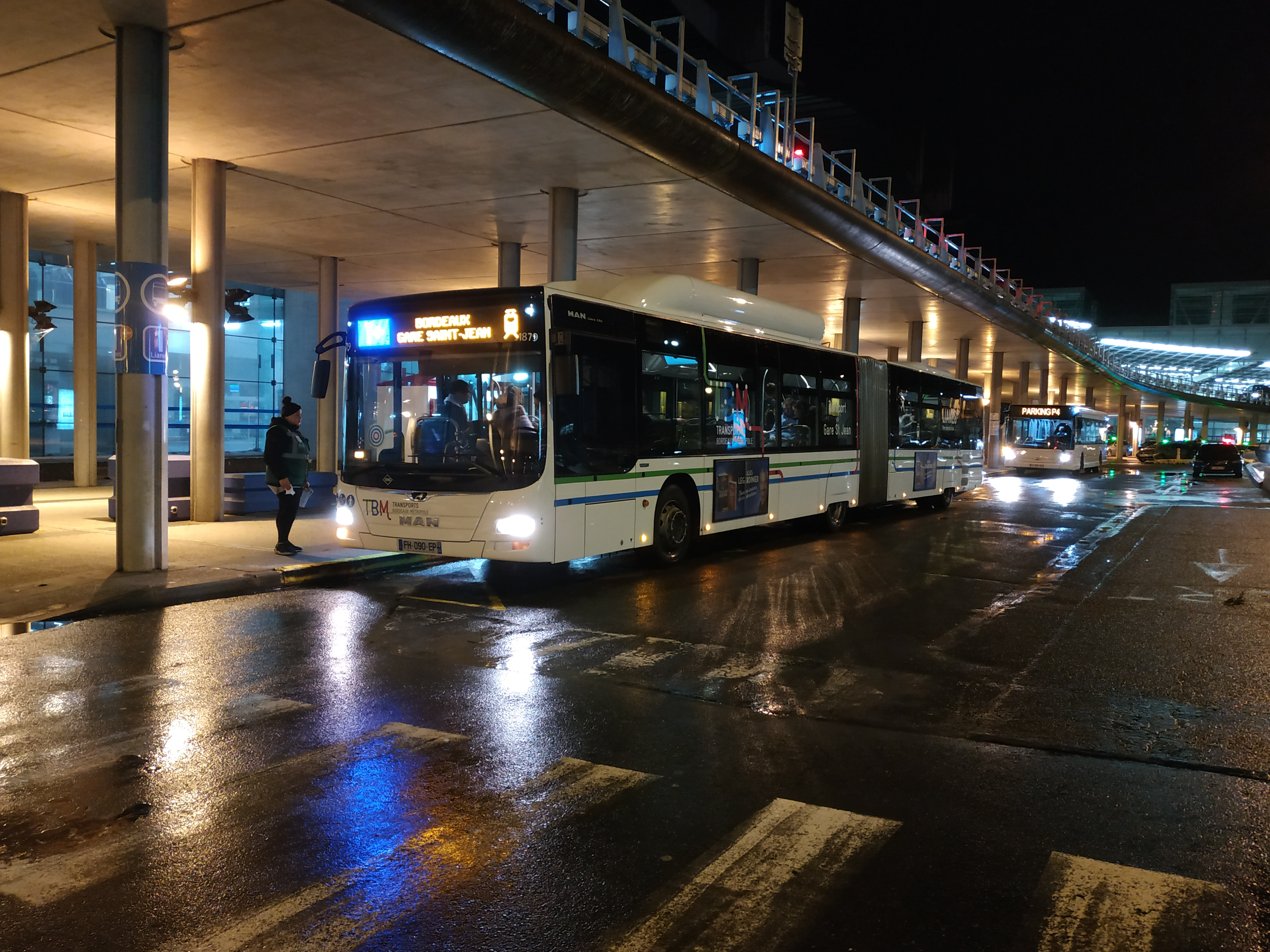
Autobus du réseau TBM desservant l'aéroport, avant l'arrivée du tramway.

### Route
L'aéroport est accessible depuis la rocade, via les échangeurs :
- 11 : Mérignac Aéroport (rocade intérieure)
- 11b : Mérignac Aéroport (rocade extérieure)

### Transport en commun
L'aéroport est desservi par le réseau TBM grâce aux lignes :
- reliant l'aéroport au centre-ville de Bordeaux en 35 minutes ;
- 33reliant Mérignac et Le Bouscat et offrant des correspondances avec l'autre branche de la ligne A (Le Haillan Rostand) et avec la ligne D (Ste-Germaine) et la ligne C (Cracovie) du tramway ;
- 39 reliant la gare d'Alouette-France à Pessac et offrant des correspondances avec la ligne B (France Alouette) et la ligne C (Villenave Pyrénées) du tramway.
- Il existe également une navette en car reliant l'aéroport à la gare de Bordeaux-Saint-Jean par la rocade, la Navette 30'Direct. Le trajet dure environ 30 minutes.

## Galerie

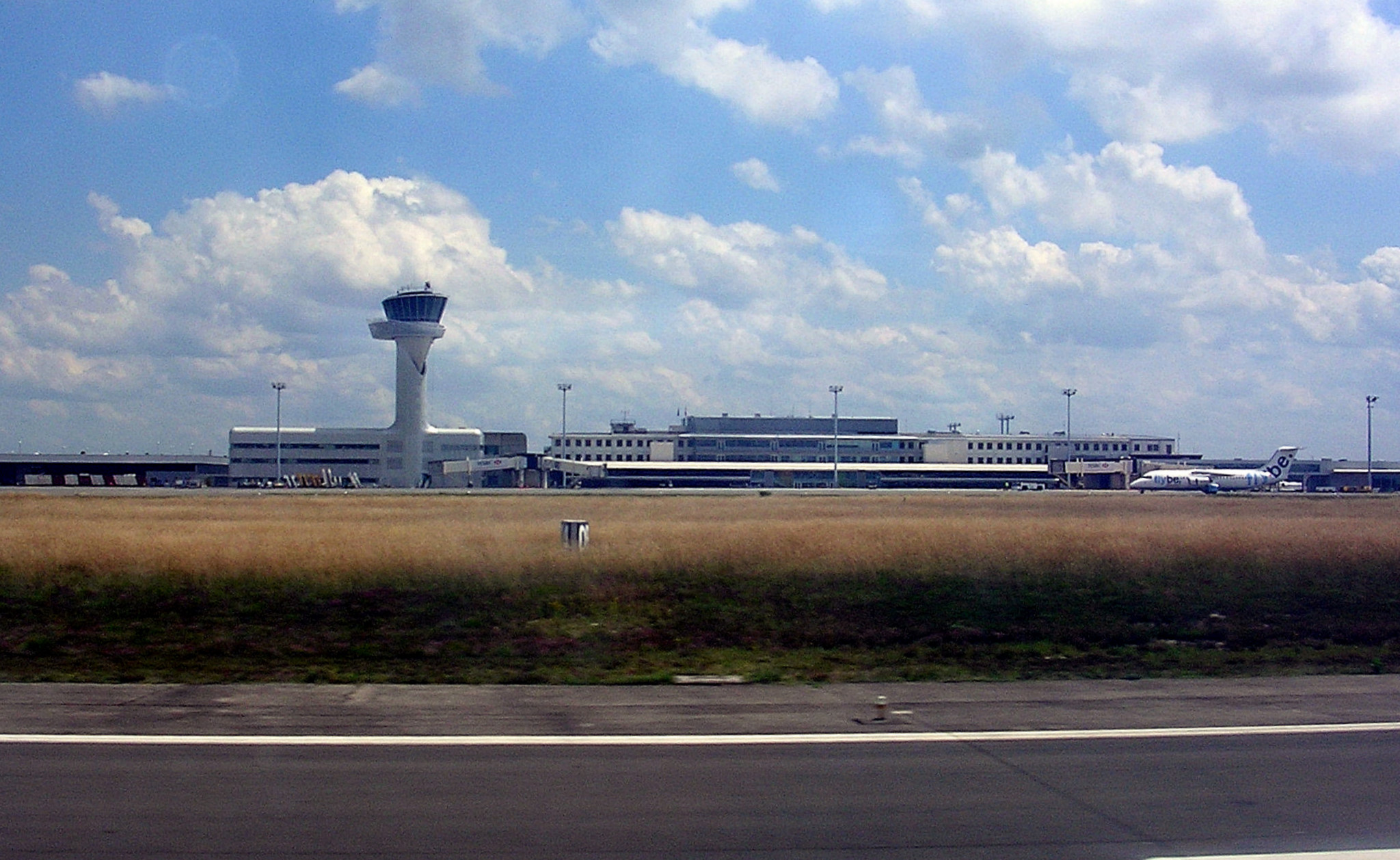
Vue d'un avion au décollage.
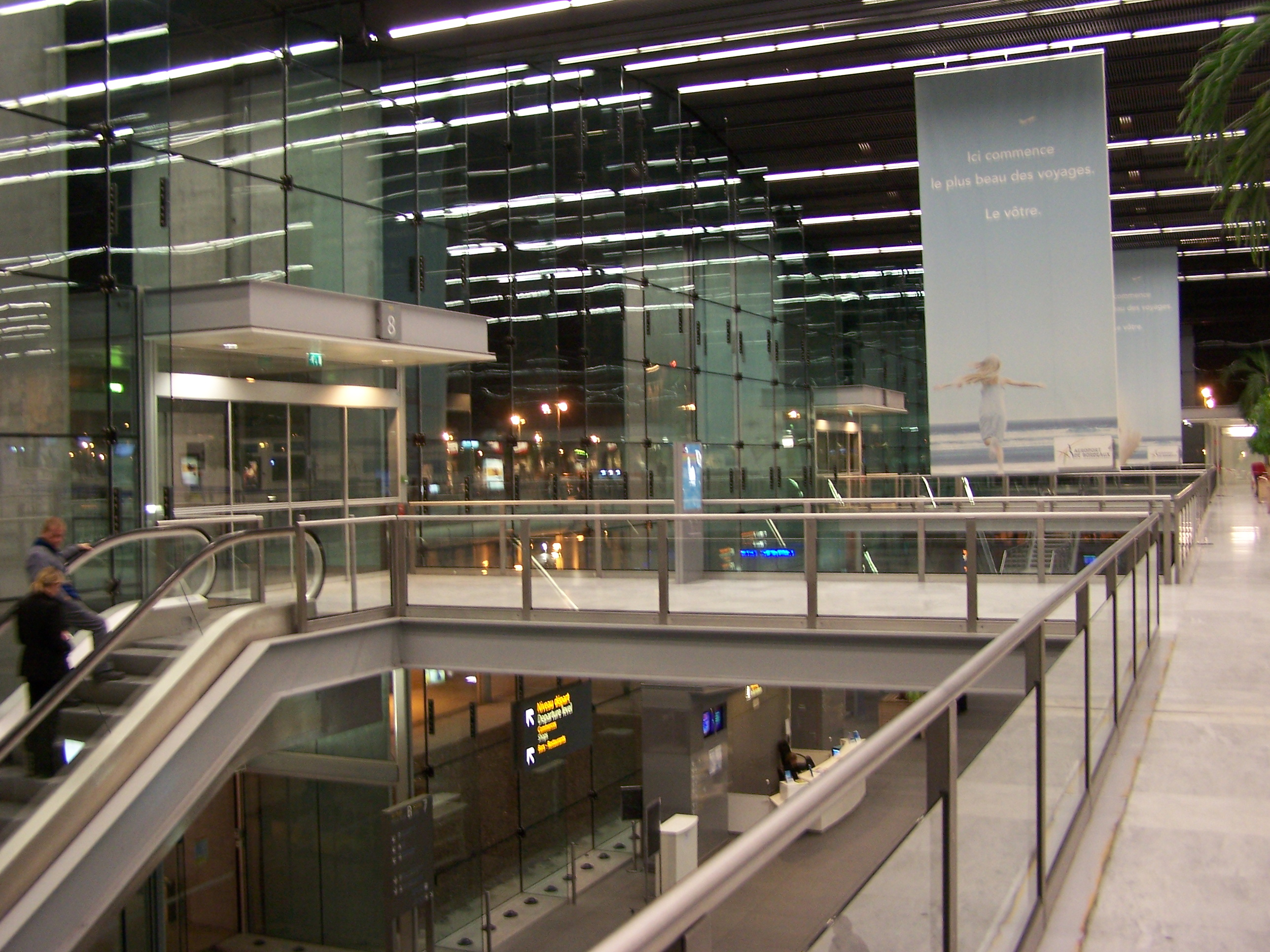
Hall B.
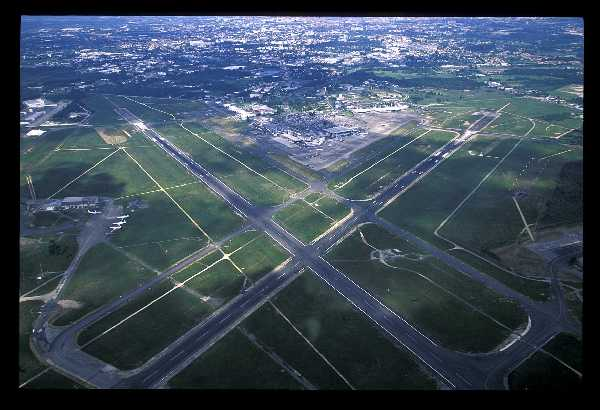
Vue aérienne des pistes en 2005.
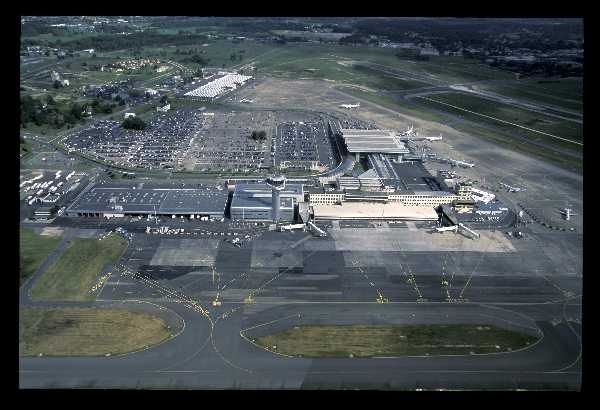
Vue générale de l'aéroport avant 2003.
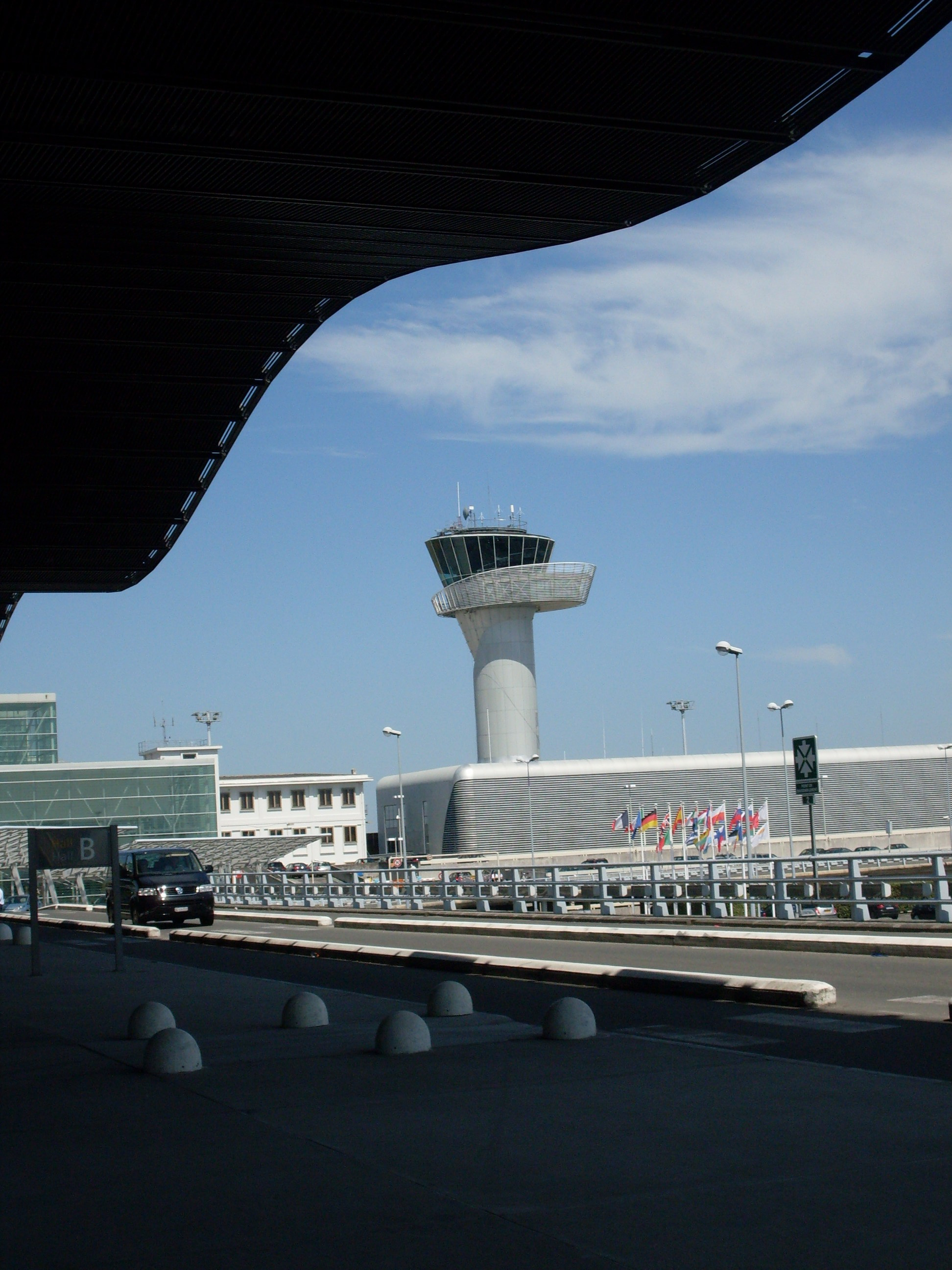
Vue sur la tour de contrôle à partir de la terrasse du niveau départs (1re étage).
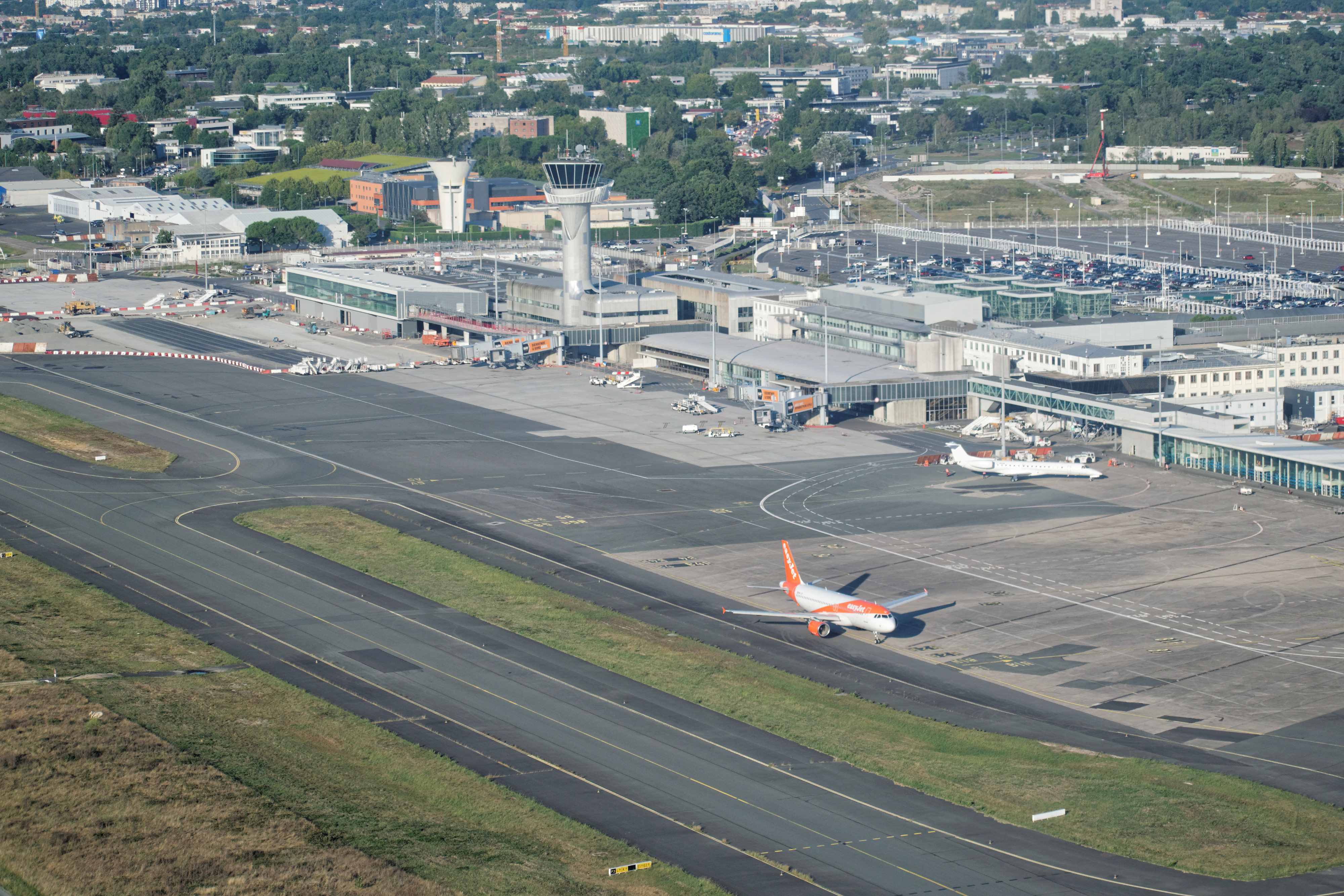
Vue générale du terminal (hall A) en 2020.

## Anecdotes
L'aéroport fictif de Deaubord-Rimégnac, qui sert d'exemple à la DGAC pour ses cartes aériennes, s'inspire très largement de celui de Bordeaux-Mérignac.